# Църквата в Овер (картина на Винсент ван Гог)
Църквата в Овер (на френски: L'Église d'Auvers-sur-Oise), е картина на нидерландския художник Винсент ван Гог, нарисувана през 1890 г.

## История
След като напуска през 1890 г. болницата за нервноболни в Сан Реми дьо Прованс, ван Гог се установява в Овер-сюр-Оаз, недалеч от Париж, и там прекарва последните два месеца от живота си. През това време той създава около 70 картини, между които има много от Овер и околностите му. Cред тях е тази с църквата в Овер, представляваща построена през XIII век готическа сграда.
Тази картина, след смъртта на ван Гог, става собственост на доктор Пол Гаше, който в Овер се грижел за здравето му и бил художник-любител. Наследниците на Гаше я предават на Лувъра в средата на 50те, а след 1986 г. се намира в музей Орсе.
В писмо до сестра си Вилхелмина от 5 юни 1890 г., ван Гог споменава за тази картина и сравнявайки я с предишни свои картини пише, че цветовете са станали по-експресивни.